# بیتلز سیاه
«بیتلز سیاه» (انگلیسی: Black Beatles) ترانه‌ای است از گروه آمریکایی دونفره هیپ هاپ، ری شرومرد که در ۱۳ سپتامبر ۲۰۱۶ به عنوان سومین تک‌آهنگ از آلبوم استودیویشان توسط اینتراسکوپ رکوردز منتشر شد.

## پس‌زمینه
ترانه یکی از آخرین قطعه‌های ضبط شده و یک بخش بزرگ از دلیل به تأخیر افتادن انتشار آلبوم که تاریخ انتشار اصلی آن در ژوئن بود، بود.

## موزیک‌ویدئو
در ۲۲ سپتامبر ۲۰۱۶، موزیک‌ویدئو "بیتلز سیاه" بر روی حساب ویوو ری شرومرد در یوتوب منتشر شد. کارگردانی آن برعهده‌ی موشن فمیلی بود.

## جدول‌ها
| جدول (۲۰۱۶)                                   | بهترین رتبه |
| --------------------------------------------- | ----------- |
| استرالیا (ای‌آرآی‌ای)                           | ۳۳          |
| اتریش (او۳ تاپ ۴۰ اتریش)                      | ۷۴          |
| کانادا (۱۰۰ آهنگ داغ کانادا)                  | ۳           |
| جمهوری چک (فدراسیون بین‌المللی صنعت فونوگرافی) | ۶۱          |
| فرانسه (SNEP)                                 | ۷۷          |
| آلمان (جدول کنترل رسانه)                      | ۸۱          |
| ایرلند (جدول تک‌آهنگ‌های ایرلند)                | ۶۵          |
| هلند                                          | ۸۸          |
| نیوزیلند (ضبط موسیقی نیوزیلند)                | ۳           |
| پرتغال (AFP)                                  | ۶۱          |
| اسکاتلند                                      | ۶۱          |
| اسلواکی (فدراسیون بین‌المللی صنعت فونوگرافی)   | ۵۹          |
| سوئد                                          | ۶۳          |
| سوئیس (جدول موسیقی سوئیس)                     | ۵۱          |